# حسين الخالدي
حسين فخري بن راغب الخالدي (1895 - 1966)، هو سياسي أردني من أصول فلسطينية. شَغل منصِّب رئيس بلدية القدس بالفترة (1934 - 1937) خلفاً لراغب النشاشيبي، وكان عضو مجلس الأعيان الأردني سنة 1959.، كما كان رئيس وزراء الأردن لمدة 9 أيام من 15 أبريل 1957 إلى 24 أبريل 1957.
ولد في القدس، ونشأ نشاة أدبية في كنف والده الشيخ راغب الخالدي. تخرج من الجامعة الأميركية في بيروت طبيباً قبل نهاية الحرب العالمية الأولى، والتحق بالجيش التركي، حيث عمل طبيباً، وبعد خروج الأتراك من البلاد التحق بالحكم الفيصلي فعين في مصلحة الصحة بحلب، ثم عاد إلى القدس عام 1920م، حيث عين نائباً لمدير الصحة العام، استقال الدكتور حسين بك الخالدي من الطب عام 1934م في السادس من شهر ايلول وبعد ذلك انتخب رئيساً لبلدية القدس عام 1934م. نفي إلى جزر سيشل مع مجموعة من الوطنيين عام 1937م، وقد امضى هناك مدة، ثم عاد إلى بلاده وعين وزيراً لخارجية الأردن عام 1953م.

## وقت مبكر من الحياة
خدم الخالدي كطبيب في الجيش العثماني أثناء الحرب العالمية الأولى وأصيب ثلاث مرات. ثم خدم بعد ذلك لأكثر من عقد من الزمان كعضو في إدارة الصحة في القدس ومفتشًا لدائرة المياه في القدس.

## المسيرة السياسية
في سبتمبر 1934 ترشح الخالدي لمنصب رئيس بلدية القدس ولمقعد راغب النشاشيبي في مجلس المدينة. فاز في الانتخابات الأخيرة و عين لاحقًا في الانتخابات الأولى في 21 يناير 1935 بعد أيام من رفض محكمة منطقة القدس استئنافًا لنتائج الانتخابات قدمه ناساشيبي. أصبح دانييل أوستر ويعقوب فراج نائبين لرئيس البلدية.
في 23 يونيو 1935 أسس الخالدي حزب الإصلاح وأصبح بعد ذلك ممثل الحزب في اللجنة العربية العليا.

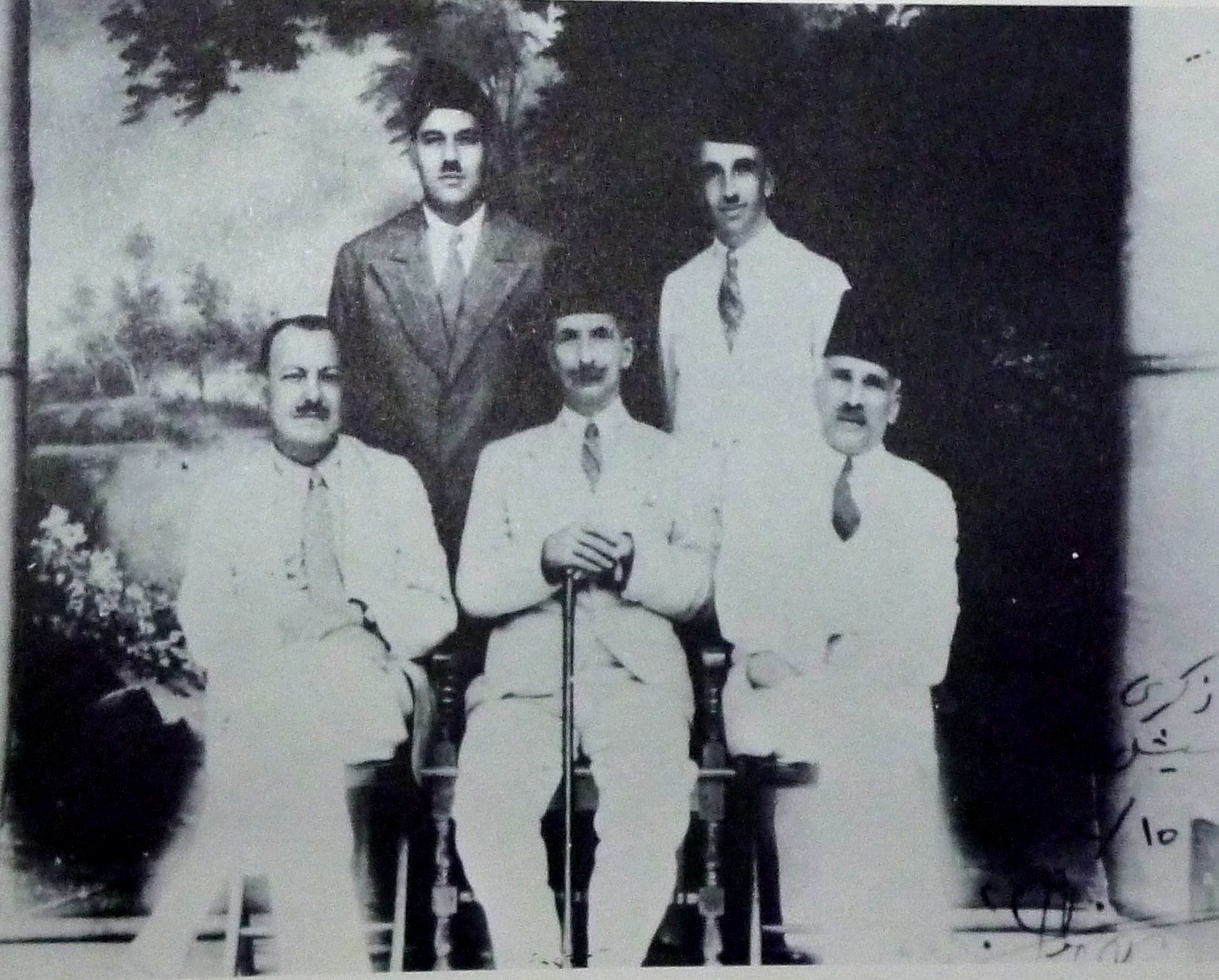
الخالدي جالساً في المقدمة برفقة أربعة من المرحلين الآخرين في سيشل عام 1938.

في الأول من أكتوبر 1937 وفي خضم الثورة العربية في فلسطين (1936-1939) حظرت إدارة الانتداب البريطاني المجلس العربي الأعلى والعديد من الأحزاب السياسية العربية واعتقلت عدداً من الزعماء السياسيين العرب. حل حزب الإصلاح وكان الخالدي أحد القادة الذين تم اعتقالهم. عزل من منصبه كرئيس لبلدية القدس ورحل إلى جزر سيشل مع أربعة من الزعماء السياسيين القوميين العرب الآخرين. أُطلق سراحه في ديسمبر 1938 لتمكينه من المشاركة في مؤتمر لندن في فبراير 1939 وكان من بين أولئك الذين رفضوا الكتاب الأبيض للحكومة البريطانية لعام 1939.
عاد الخالدي إلى فلسطين الانتدابية في نوفمبر 1942 وانضم إلى اللجنة العربية العليا الإصلاحية في عام 1945 وأصبح سكرتيرها في عام 1946. كان عضواً في حكومة عموم فلسطين التي تأسست برعاية مصر في غزة في سبتمبر/أيلول 1948 ولم تدم طويلاً. وفي العام نفسه نشر كتاب مذكراته أثناء وجوده في المنفى ببيروت. ازدهر في ظل الحكم الأردني وكان حارسًا ومشرفًا على الحرم الشريف في عام 1951 وأصبح وزيرًا في مجلس الوزراء (للشئون الخارجية) ورئيسًا للوزراء لفترة وجيزة في عام 1957. في عام 1958 كتب كتابًا باللغة الإنجليزية بعنوان "الخروج العربي"مع أنه لم يُنشر أبدًا.
توفي الخالدي في 6 فبراير 1962. وهو شقيق إسماعيل الخالدي وعم رشيد الخالدي ورجاء الخالدي.

## من مؤلفاته
نشر عدة مقالات في الصحف الفلسطينية والأردنية.
من مؤلفاته:
- مذكراتي (في 15 مجلدا).
- بالإضافة إلى كتابين باللغة الإنجليزية شرح فيهما ابعاد القضية الفلسطينية.